# 이건필
이건필(李建弼, 1830년 - ?년)은 조선 후기의 문신이자 서예가이다. 휘는 건필(建弼), 자는 우경(右卿), 호는 석범(石帆)이다.

## 생애
1830년(순조 30)에 태어나 1849년(헌종 15) 식년문과(式年文科) 을과(乙科)에 급제하여 1858년(철종 9) 평안도 충북 암행어사가 되고, 1863년 제주 안핵사(濟州 按覈使)를 거쳐 1865년(고종 2) 의주 부윤에 되었다.
그림과 글씨에 뛰어났는데, 안변(安邊) 석왕사(釋王寺)와 묘향산(妙香山) 극락전(極樂殿)의 향산운사(香山雲舍), 서래각(西來閣), 청허영각(淸虛影閣) 등의 편액을 썼다.